# Cerrone
Marc Cerrone, comunemente noto solo come Cerrone (Vitry-sur-Seine, 24 maggio 1952), è un compositore e produttore discografico francese.

## Carriera

### Gli inizi
Figlio di un emigrato italiano in Francia durante il periodo del fascismo, all'età di dodici anni comincia a suonare la batteria regalatagli dalla madre e ad ascoltare le canzoni di Otis Redding, Jimi Hendrix, Carlos Santana, e Blood, Sweat & Tears. A diciassette anni convince Gilbert Trigano, pioniere per aver rivoluzionato l'organizzazione turistica con la nascita negli anni cinquanta del Club Méditerranée, a inserire nei suoi villaggi una rock band. I Kongas, la band di Cerrone, si esibiscono nei villaggi Club Med riscuotendo in breve tempo successo. Dall'esperienza presso il Club Méditerranée iniziano le serate al Papagayo di Saint-Tropez, rinomato club della costa francese.
Il produttore Eddie Barclay lancia Boom,  la prima hit del gruppo. Con i Kongas in co-produzione con Alec R. Costandinos, Cerrone incide l'album Anikana-O. La collaborazione con i Kongas terminerà a breve a causa del tipo di musica troppo commerciale.
In Alì Babà inizia la sua attività musicale.
Nel 1976 decide quindi di esordire come solista con Love In C Minor, prodotto in collaborazione con Alec R. Costandinos. La sua opera prima, un mix di nuove sonorità, citazioni erotiche e piccanti copertine, colpisce molto il pubblico per la particolarità e modernità.
A Londra la Island Records stampa cinquemila copie del disco e negli Stati Uniti la versione originale viene riprodotta dalla Atlantic Records con tre milioni di copie vendute. Un anno dopo esce Cerrone's Paradise, il nuovo LP, realizzato sulla falsariga musicale del disco precedente e firmato insieme a Don Ray; è di nuovo grande successo.
Nel 1977 la disco music ormai è presente in tutte le discoteche. Cerrone decide di uscire con un nuovo stile e produce nello stesso anno Supernature, il disco synthetic-euro che sarà il suo più grande successo, che vende otto milioni di dischi in tutto il mondo e vince cinque Grammy Awards. Tutti i brani sono composti dallo stesso Cerrone con Alain Wisniak, ad eccezione dello strumentale Sweet Drums, pezzo di sole percussioni firmato dal solo Cerrone. Da questo album furono tratti i singoli Supernature e Give Me Love.
Anche il successivo album The Golden Touch ebbe un notevole successo soprattutto grazie ai singoli Je Suis Music, Look For Love e Rocket In The Pocket. È con queste tre canzoni che Cerrone raggiunge la maturità musicale mostrando la sua bravura nel fondere diversi generi musicali come in Music of life, felice incontro tra genere latino americano ed elettronica.
Negli anni ottanta fonda la Malligator, la sua etichetta discografica, per produrre oltre ai suoi dischi anche quelli di altri artisti.
Un cambio di genere si ha con Rock Me, prodotto dopo il trasferimento di Cerrone negli Stati Uniti. Rock me si afferma nei club, senza tuttavia raggiungere i livelli di vendite degli album precedenti. Negli Stati Uniti Cerrone collabora con i Toto a Call Me Tonight e con Cher per Take Me Home.

### La maturità
Il suo sesto album, Cerrone VI, vede la luce nel 1980 dopo il ritorno a Parigi. A differenza degli album precedenti, viene dato maggiore spazio a sonorità elettroniche ed all'esplorazione di sonorità nuove.
You Are The One è il titolo del suo settimo album, noto per il singolo Hooked On You cantato da Jocelyn Brown. Seguono Cerrone VIII: Back Track, Your Love Survived con le hit Give Me Love, Look For Love e Call Me Tonight e poi l'album Where Are You Now?.
Crocos, l'etichetta di Cerrone, diventa la casa di vari progetti, di cui il più importante fu Africanism di Kongas e Don Ray, una fusione di percussioni tribali e sonorità funky. Don Ray riesce a imporsi col suo album dance-pop Garden Of Love. Prodotto con Cerrone, l'album è considerato un classico e con le hit Got To Have Lovin', Body & Soul e Standing In The Rain raggiunge la cima della classifica delle vendite negli USA. Un altro importante progetto è Revelacion da cui House Of The Rising Sun.
Nel 2021 remixa il successo Musica leggerissima di Colapesce e Di Martino.
Cerrone ha vinto 5 Grammy Awards, alcuni Golden Globe ed altri innumerevoli premi.
Nel 2022 partecipa al festival della disco music Disco Diva che si tiene ogni anno a Gabicce Monte.

## Discografia

### Kongas
- 1974 Kongas
- 1977 Africanism
- 1978 Anikana-O

### Album studio
- 1976 Love in C Minor
- 1977 Cerrone's Paradise
- 1977 Cerrone III - Supernature
- 1978 Cerrone IV - The Golden Touch
- 1979 Cerrone V - Angelina
- 1980 Cerrone VI
- 1981 Cerrone VII - You Are The One
- 1982 Cerrone VIII - Back Track
- 1983 Cerrone IX - Your Love Survived
- 1983 Where Are You Now
- 1988 The collector
- 1989 Way In
- 1991 Dream
- 1992 X-XEX
- 1993 Human Nature
- 2001 Cerrone by Bob Sinclar
- 2002 Hysteria
- 2004 Cerrone Culture
- 2007 Celebrate!
- 2008 Love Ritual
- 2009 Cerrone by Jamie Lewis
- 2010 Cerrone Symphony - Variations of Supernature
- 2020 DNA

### Collaborazioni/co-produzioni
- Don Ray - Garden of love (1978)

### Album remix
- 1996 Dancing Machine Best of Remixes
- 1996 Best of Remixes, Vol. 1
- 1997 Best of Remixes, Vol. 2
- 2001 Cerrone di Bob Sinclar
- 2004 Je suis Music Remix di A. Van Helden
- 2006 Best of Remixes, Vol. 3
- 2005 Supernature di Joachin Garraud
- 2008 Laisser Toucher di Daddy's Groove
- 2008 It Had To Be You di Daddy's Groove
- 2008 Love ritual
- 2008 Tattoo Woman di Jamie Lewis
- 2009 Cerrone's Paradise di J. Negro
- 2009 Supernature feat DAx Riders
- 2010 Better Wach Out EP
- 2010 Oops, Oh No! Remixes EP
- 2010 Tattoo Woman
- 2010 Midnite Lady EP
- 2011 Lasser Toucher feat Katerine Ellis
- 2011 Club Mixes - Full versions

### Live album
- 1979 Cerrone en concert - Paris
- 1983 Cerrone en concert - Paris
- 1988 The collector Opera
- 2005 Dance Party - Live Versailles
- 2007 Celebrate - Live Olympia

### Colonne sonore per film
- 1978 Vice Squad
- 1979 La secte de Marrakech
- 1980 Vaudou aux Caraïbes
- 1990 Dancing Machine
- 2006 Dancing Machine Orange Mecanique (The Score)

### Singoli per il mercato italiano
- 1976 - Love In C Minor / Black Is Black
- 1977 - Cerrone's paradise / Take me
- 1977 - Supernature / In the smoke
- 1978 - Je Suis Music / Look For Love (solo promo juke box)
- 1979 - Rocket In The Pocket / Music for life
- 1979 - Call me tonight / Rocket in the pocket
- 1980 - The flash / The time is running down
- 1985 - The collector part II / The collector part III
- 1990 - I'm gonna take another chance on you / Evolution -  Featuring Ricky Lee
- 1993 - Black Is Black / Cerrone's Paradise (Ristampa) (12")
- 1993 - Cerrone Megamix (Double A Side 12")
- 1995 - You are the one - The remixes (12")
- 1995 - Give Me Love - The Frankie Knuckles Remixes (12")
- 2001 - Laissez-Moi Danser (Dalida By Cerrone) (12")
- 2001 - Give Me Love (Bob Sinclar Remix) (CD Single)
- 2001 - Give Me Love / Give me mixes (Spiller Remix) (12")
- 2002 - Hysteria (2002 CD Single)
- 2004 - Je suis music - Armand Van Helden Remixes (12")
- 2007 - Misunderstanding (Cerrone vs. Sweet Connection) (12")
- 2007 - Dance Ritual (Cerrone vs. Louie Vega) (12")
- 2008 - Laisser Toucher (Cerrone vs. Katherine Ellis) (12")
- 2008 - It Had To Be You (12")
- 2011 - Hooked On You / Happiness pill (12")
- 2012 - Good Times I'm In Love (Cerrone feat. Adjäna) (Digital Download)
- 2016 - Funk Makossa (Cerrone feat. Manu Dibango) (Mawimbi Remix) (Digital Download)
- 2016 - Monday Night (Cerrone feat. Kiesza) (Digital Download)
- 2017 - Kiss It Better (Cerrone feat. Yasmin) (Remixes) (Digital Download)
- 2018 - Afro II (Digital Download)
- 2019 - The Impact (Digital Download)
- 2020 - Experience (Cerrone feat. Laylow) (Digital Download)
- 2022 - Non chiamarmi mai (con Colapesce Dimartino) (Digital Download)
- 2022 - Summer Lovin' (Cerrone, Purple Disco Machine) (Digital Download)
- 2023 - A Part of You (Digital Download)